# Nothopsyche babai
Nothopsyche babai är en nattsländeart som beskrevs av Kobayashi 1968. Nothopsyche babai ingår i släktet Nothopsyche och familjen husmasknattsländor. Inga underarter finns listade i Catalogue of Life.